# Glossophyllum brevipes
Glossophyllum brevipes là một loài Rêu trong họ Stereophyllaceae. Loài này được (Müll. Hal.) Hampe mô tả khoa học đầu tiên năm 1879.